# Distrito de Simón Bolívar
El distrito de Simón Bolívar, más conocido como distrito de Rancas, es uno de los trece que conforman la provincia de Pasco, situada en la parte suroccidental del departamento de Pasco.
Desde el punto de vista jerárquico de la Iglesia católica, forma parte de la diócesis de Tarma, sufragánea de la arquidiócesis de Huancayo.

## Historia
Creado por Ley del 15 de abril de 1955, durante el gobierno del presidente Manuel A. Odría, su capital es San Antonio de Rancas.

## Geografía
Este distrito cuenta con un territorio de 697,15 kilómetros cuadrados  de superficie.  El distrito se encuentra ubicado a una altitud de 4.200 m s. n. m.

## Clima
Frígido debido a su ubicación sobre el nivel del mar

## Población
Actualmente el distrito de Simón Bolívar tiene 14,005 habitantes, según el censo nacional del año 2017.

## Colegios
-Institución Educativa Simón Bolívar (Rancas)
-Institución Educativa Integrado 13 de Agosto (Quiulacocha)
-Institución Educativa Anselmo Zárate  (Yurajhuanca)
-Institución Educativa 34033 Mavilo Calero Pérez (Paragsha)
-Institución Educativa San Andrés (Paragsha)

## Autoridades

### Policiales
- Comisario: Capitán PNP. Ronald José CHÁVEZ RODRÍGUEZ-2021 y 2022

### Religiosas
- Diócesis de Tarma[2]
  - Obispo (2001-2014): Monseñor Richard Daniel Alarcón Urrutia
  - (2015-2016) fue administrado por El Padre Felipe Ochante Lozano
  - Obispo (2017-20--):Monseñor Luis Alberto Barrera Pacheco

1. ↑  «Conferencia Episcopal Peruana, Jurisdicciones eclesiáticas-». Archivado desde el original el 24 de septiembre de 2015. Consultado el 31 de diciembre de 2014.
2. ↑  Catholic Hierarchy - Diocese of Tarma